# Martina Pawlik
Martina Pawlik (* 8. Dezember 1969) ist eine ehemalige deutsche Tennisspielerin.

## Karriere
Pawlik gewann während ihrer Karriere vier Einzel- und sechs Doppeltitel des ITF Women’s Circuits. Ihre beste Weltranglistenposition im Einzel erreichte sie am 14. August 1989 mit Platz 106. Auf der WTA Tour war ihr bestes Abschneiden das Erreichen des Viertelfinals bei den Fernleaf Classic 1989 in Wellington, wo sie Leigh-Anne Eldredge mit 5:7 und 2:6 unterlag.

## Turniersiege

### Einzel
| Nr. | Datum          | Turnier   | Kategorie   | Belag             | Finalgegnerin     | Ergebnis      |
| --- | -------------- | --------- | ----------- | ----------------- | ----------------- | ------------- |
| 1.  | Februar 1988   | Tapiola   | ITF $10.000 | Hartplatz (Halle) | Maria Ekstrand    | 6:4, 6:4      |
| 2.  | September 1988 | Chicago   | ITF $25.000 | Hartplatz         | Sophie Amiach     | 6:1, 7:5      |
| 3.  | Juli 1991      | Darmstadt | ITF $25.000 | Sand              | Maja Zivec-Skulj  | 1:6, 6:3, 7:6 |
| 4.  | August 1994    | Paderborn | ITF $10.000 | Sand              | Mirela Vladulescu | 7:62, 6:4     |

### Doppel
| Nr. | Datum          | Turnier           | Kategorie   | Belag           | Partnerin           | Finalgegnerinnen                 | Ergebnis      |
| --- | -------------- | ----------------- | ----------- | --------------- | ------------------- | -------------------------------- | ------------- |
| 1.  | August 1986    | Rheda-Wiedenbrück | ITF $10.000 | Sand            | Eva-Maria Schürhoff | Vicki Beggs Cornelia Dries       | 6:3, 6:3      |
| 2.  | Juni 1987      | Francaville       | ITF $10.000 | Sand            | Kate McDonald       | Michelle Bowrey Kristine Radford | 6:4, 6:3      |
| 3.  | September 1987 | Madeira           | ITF $10.000 | Sand            | Veronika Martinek   | Jackie Masters Michele Parun     | 6:2, 6:4      |
| 4.  | September 1988 | Porto             | ITF $25.000 | Sand            | Sandrine Jaquet     | Cecilia Dahlman Helena Dahlström | 6:3, 6:1      |
| 5.  | Januar 1991    | Bamberg           | ITF $10.000 | Teppich (Halle) | Steffi Menning      | Sabine Auer Heike Thoms          | 6:4, 6:7, 6:3 |
| 6.  | Februar 1995   | Carvoeiro         | ITF $10.000 | Hartplatz       | Renata Kochta       | Katia Altilia Paula Hermida      | 7:5, 6:4      |